# Fayçal Hamza
Pour les articles homonymes, voir Hamza.
Fayçal Hamza, né le 6 septembre 1992 à Dely Ibrahim, est un coureur cycliste algérien. Son père Farouk est un excellent professionnel dans les années 1980 et son frère Foued est un des techniciens de l'équipe nationale, qu'il accompagne partout dans ses déplacements.
Ses mensurations : 1,74 mètre pour 68 kilos.

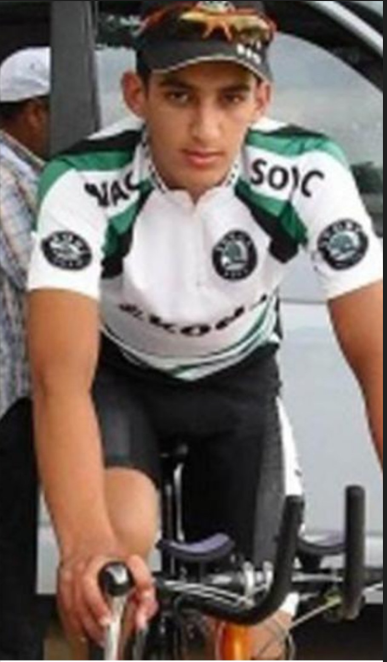
Fayçal Hamza à ses débuts professionnels

## Biographie
Débutant le vélo en 1998, il passe professionnel en 2012 au club de Sovac, année où il remporte ses premières victoires en tant que rouleur et coureur contre la montre.
Éducateur sportif dans sa discipline depuis 2017 (diplômé du ministère de la jeunesse et des sports d’Algérie), il est également entraîneur de musculation et de fitness depuis 2018 (diplômé de l’IFBB).
Il court sur un vélo de la marque Canyon Endurance.
Quand il ne pratique pas son sport, il fait des sorties en mer pour la pêche au gros, et fait partie d’une association caritative pour laquelle il va bénévolement visiter les malades dans les hôpitaux et les enfants dans les orphelinats.

## Palmarès
- 2011
  -  Champion d'Algérie du contre-la-montre espoirs
  - 3e du championnat d'Algérie du contre-la-montre
  - 2e du criterium de Zeralda
  -  Médaillé de bronze au championnat d'Afrique du contre-la-montre espoirs
  - 10e du championnat d’Afrique du contre-la-montre
- 2012
  -  Champion d'Algérie du contre-la-montre espoirs
  -  Médaillé d'or du contre-la-montre par équipes au championnat arabe des clubs (avec Adil Barbari, Karim Hadjbouzit, Hichem Chaabane, Abderrahmane Hamza et Hamza Merdj)
  - 8e étape du Tour du Faso
  - 2e du championnat d'Algérie sur route espoirs
  -  Médaillé de bronze au championnat d'Afrique du contre-la-montre par équipes
- 2013
  -  Champion arabe du contre-la-montre par équipes (avec Youcef Reguigui, Azzedine Lagab et Abdelmalek Madani)
  - 2e du championnat d'Algérie du contre-la-montre espoirs
- 2014
  - 1re étape du Tour de Tipaza
  - 2e du Tour d'El Kantara
  - 8e étape du critérium international de Sétif
- 2015
  - 1re étape du Tour de Blida
  - Tour de Blida
  - 2e du Grand Prix international d'Oran
- 2016
  - 3e du championnat d'Algérie sur route
- 2017
  - 1re étape du Grand Prix du Chahid Didouche Mourad
  - 3e du Grand Prix du Chahid Didouche Mourad

## Classements internationaux
| Année           | 2014 | 2015 | 2016 |
| --------------- | ---- | ---- | ---- |
| UCI Africa Tour | 140e | 68e  | 52e  |